# Berthe Morisot met waaier
Berthe Morisot met waaier (Frans: Berthe Morisot à l'éventail) is een schilderij uit 1874 van de Franse schilder Édouard Manet. Het schilderij met een portret van de Franse schilder Berthe Morisot, maakt deel uit van de collectie van het Museum voor Schone Kunsten in Rijsel.

## Geschiedenis
Tussen 1868 en 1874 schilderde Manet twaalf portretten van Morisot, die zijn favoriete model werd. Berthe Morisot met waaier is het laatste schilderij van die serie. Het werd gemaakt rond de tijd dat ze trouwde met Eugène Manet, de broer van de schilder. Hierna poseerde ze niet meer. Morisot kreeg het schilderij waarschijnlijk cadeau van Manet, wellicht voor haar huwelijk en hield het haar hele leven in haar bezit. In 1999 werd het aan de Franse staat geschonken en kwam in de collectie van het Musée d'Orsay terecht. Een jaar later werd het overgebracht naar het Museum voor Schone Kunsten in Rijsel.

## Voorstelling
Berthe Morisot is in rouw na de dood van haar vader en daarom in het zwart gekleed. Het fluwelen lint om haar hals en het kant aan haar jurk contrasteren met haar lichte huid. Zelfs haar ogen zijn zwart, hoewel ze in werkelijkheid groen waren. Een trouwring is duidelijk zichtbaar aan haar hand waarmee ze een waaier met bloemen vasthoudt. Dit detail en het kleurgebruik verraden de invloed van Spaanse kunstenaars als Velázquez en Goya voor wie Manet veel bewondering had. Ook in andere portretten van Morisot, bijvoorbeeld Berthe Morisot met een boeket viooltjes,  komt deze invloed naar voren. De achtergrond met het plantenmotief is juist een verwijzing naar de Japanse kunst die in die periode in de mode was.  
Het schilderij kan gezien worden als een afscheid tussen de schilder en zijn model. Anders dan in de voorgaande portretten kijkt Morisot weg, alsof ze wil verhinderen dat er een echt portret gemaakt wordt.

## Afbeelding

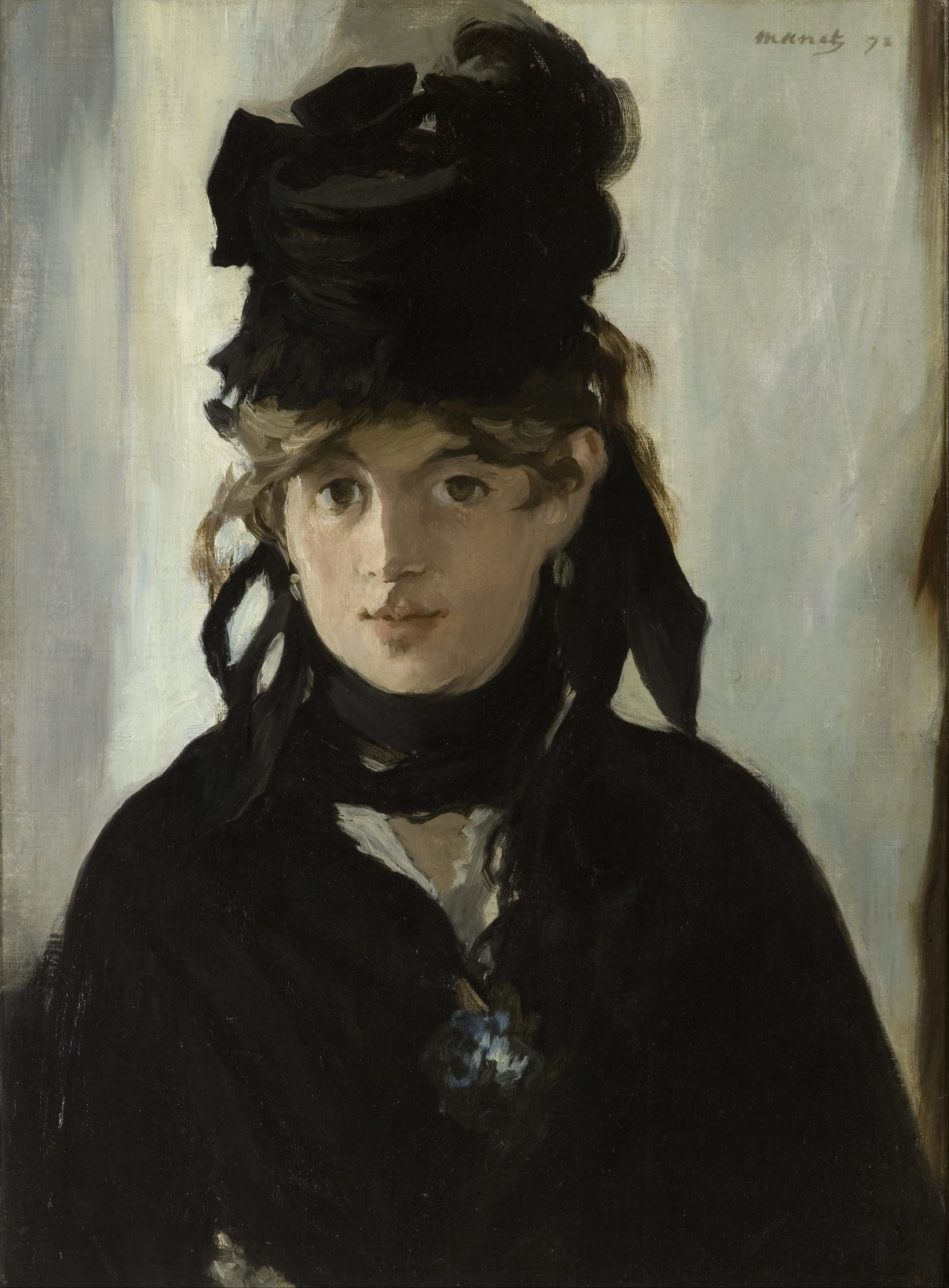
Berthe Morisot met een boeket viooltjes (1872)